# Effondrement du toit de la patinoire de Bad Reichenhall
L'effondrement du toit de la patinoire de Bad Reichenhall a lieu le 2 janvier 2006 (à environ 15 h UTC) dans la ville de Bad Reichenhall, en Bavière, en Allemagne, près de la frontière autrichienne.

## Effondrement
Le toit d'une patinoire construite dans les années 1970 s'est effondré, peut-être sous le poids de fortes chutes de neige, piégeant 50 personnes sous les décombres.
Le sauvetage a été temporairement interrompu le 3 janvier en raison de la crainte que les murs de la patinoire ne s'effondrent, mettant en danger les pompiers, la police et les secouristes. Environ deux-cents personnes étaient mobilisées, principalement pour du déblaiement à mains nues. Cependant, il a repris aux premières heures du lendemain matin.

## Bilan
15 personnes, dont 8 enfants, ont été tuées, le dernier corps ayant été retrouvé tôt le 5 janvier. 32 personnes ont été blessées. Les conditions météorologiques dans la région étaient extrêmement sévères, une avalanche ayant tué trois personnes à proximité plus tôt dans la journée.

## Réactions
L'accident a provoqué l'indignation dans la ville car il est apparu que les officiels avaient interrompu la séance d'entraînement d'une équipe de hockey sur glace à l'intérieur de la patinoire par crainte que le mur ne s'effondre, une demi-heure avant l’accident. Avant la catastrophe, les autorités avaient prévu de fermer la patinoire le lundi 2 janvier alors que les chutes de neige se poursuivaient. Cependant, comme l'ont souligné de nombreux météorologues, les conditions météorologiques et de neige n'étaient pas inhabituelles pour la période de l'année, car la ville se trouve dans une zone de sports d'hiver populaire du sud de l'Allemagne.

## Enquête
Les responsables locaux ont examiné le toit effondré et ont suggéré que la neige accumulée était inférieure à la limite que le toit pouvait supporter.
La patinoire, construite en 1971, répondait aux normes internationales, et seule était prévue une rénovation concernant l'équipement technique et non pas la structure du bâtiment, qui par ailleurs avait été contrôlée.